# Sergueï Kamenski
Sergueï Mikhailoviеch Kamenski (le 17 novembre 1771 - 20 décembre 1834) était un général russe, fils du feld-maréchal Mikhaïl Fedotovitch Kamenski.
Sergueï est instruit en même temps que son frère cadet Nikolaï, à l'école des cadets. Il participa à la guerre russo-turque de 1789-1790. Il est promu colonel en 1797, puis major général en 1798.
Il participe à la bataille d'Austerlitz sous Langeron. Promu lieutenant général en 1806, il participe à la tête de la 12e division à la campagne conte les Turcs (1807-1809).
Durant la campagne de 1812, il sert à la 3e armée russe de l'Ouest sous les ordres du général Tormassov ; à ce titre il participe à la bataille de Kobryn (26 juillet 1812) et à celle de Gorodeczna (12 août 1812). En désaccord avec Tormassov, il part en congé vers la fin 1812.